# Shizuishan
Shizuishan (kinesisk: 石嘴山市, pinyin: Shizuishan Shì) er et bypræfektur i den autonome region Ningxia i Folkerepublikken Kina. Shizuishan ligger ved den Gule Flod i den nordlige del af regionen, tæt på grænsen til Indre Mongoliet, og har en udstrækning på 88.8 kilometer fra øst til vest, og 119.5 kilometer fra syd til nord. Præfekturet har et areal på 5,209 km², og en befolkning på 740.000 mennesker, med en tæthed på 
142/km² (2007).

## Administrative enheder
Bypræfekturet Shizuishan har jurisdiktion over 2 distrikter (区 qū) og et amt (县 xiàn). 
| Kort                 | Kort    | Kort     | Kort         | Kort                   | Kort        | Kort      |
| -------------------- | ------- | -------- | ------------ | ---------------------- | ----------- | --------- |
| Kort over Shizuishan |         |          |              |                        |             |           |
| #                    | Navn    | Hanzi    | Pinyin       | Befolkning (2003 est.) | Areal (km²) | Indb./km² |
| Distrikter           |         |          |              |                        |             |           |
| 1                    | Dawukou | 大武口区 | Dàwǔkǒu Qū   | 230.000                | 1.007       | 228       |
| 2                    | Huinong | 惠农区   | Hùinóng Qū   | 200.000                | 1.088       | 184       |
| Amter                |         |          |              |                        |             |           |
| 3                    | Pingluo | 平罗县   | Píngluó Xiàn | 290.000                | 2.608       | 111       |

## Trafik
Kinas rigsvej 109 løber gennem området. Den knytter Beijing sammen med Lhasa i Tibet. Den løber vestover fra Beijing via Datong, Yinchuan, Lanzhou og Xining til Golmud før den vender mod sydvest mod Lhasa.
Kinas rigsvej 110 løber gennem området. Den begynder i Beijing men følger en mere nordlig rute. Den passerer gennem Zhangjiakou, Jining, Hohhot og Baotou til den ender i Yinchuan.
39°14′N 106°46′Ø / 39.233°N 106.767°Ø